# Томасов, Николай Николаевич
Николай Николаевич Томасов (1861 — не ранее 1917) — русский педагог-филолог.

## Биография
Родился в 1861 году. Происходил из обрусевшего шведского рода.
В 1882 году окончил Петербургский историко-филологический институт. Преподавал в гимназии императорского Человеколюбивого общества; А. Н. Бенуа писал о нём:

Николай Николаевич Томасов - единственный из учителей гимназии, которого я не только полюбил, но к которому и исполнился глубокого уважения. Между тем, это был совсем молодой человек, необычайно тощий, некрасивый, сдержанный, державшийся с той суховатой корректностью, которую вообще дети не очень любят. Привлекало же меня к Томасову не только его болезненный, несколько чахоточный вид (напоминавший мне незабвенного мосье Станисласа) и не только его сходство с Гоголем, что особенно сказывалось в его остром носе и в его жидких белокурых усиках, но то, что он необычайно быстро помог мне (и многим из моих товарищей) преодолеть трудности латыни и тем самым как бы приотворил двери, вводившие в понимание классиков.— Жизнь художника (Воспоминания). — Т. 2.
Также краткие сведения оставил о нём в своих воспоминаниях Б.В. Варнеке.
Затем состоял экстраординарным профессором греческой словесности в родном историко-филологическом институте и наставником-руководителем в гимназии при нём (с 1887).
Из греческих писателей Томасов читал лекции о Гомере, ораторах и историках. Переводил Платона.
С 16 августа 1905 до 1917 года исполнял должность заведующего гимназией при историко-филологическом институте. С 1 января 1912 года состоял в чине действительного статского советника. Был награждён орденами Св. Станислава 2-й ст., Св. Анны 2-й ст., Св. Владимира 4-й и 3-й ст. (1915).
С 23 февраля 1907 года был женат на Ольге Мартыновне Гертнер.